# Светлодарск
Светлода́рск (укр. Світлода́рськ) — город в Бахмутском районе Донецкой области Украины, административный центр Светлодарской городской общины. Расположен на берегу Углегорского водохранилища. До мая 2015 года подчинялся Дебальцевскому городскому совету. С 24 мая 2022 года находится под российской оккупацией.

## География
Светлодарск расположен на северо-востоке Донецкой области, в районе Донецкого кряжа, недалеко от крупного железнодорожного узла — города Дебальцево. Входит в Горловско-Енакиевскую агломерацию. Ближайшие города:
- Углегорск (14 км);
- Дебальцево (18 км);
- Горловка (19 км);
- Бахмут (31 км).

посёлки:
- Луганское (2 км);
- Мироновский (5 км);
- Гольмовский (11 км);

сёла:
- Троицкое (15 км).
- Покровское (23 км).
- Ильинка (24 км).

Расстояние до областного центра (Донецка) — 79,5 км; до столицы (Киева) — 738,6 км.
Местность — степная; климат — умеренно континентальный. Высота над уровнем моря составляет порядка 200 м.
Рядом с населённым пунктом расположено Углегорское водохранилище и протекает река Лугань.

## История
Основан в 1968 году как посёлок городского типа в связи со строительством Углегорской ТЭС. Статус города получил в 1992 году.

### Российско-украинская война

#### Война в Донбассе
29 апреля 2014 года на митинге (около 200 человек) сепаратисты приняли резолюцию в поддержку проведения референдума. Со здания горсовета было снято знамя Украины и водружён флаг Донецкой Народной Республики.
Ближе ко второй половине лета 2014 года началось массированное наступление украинских войск на дебальцевском направлении, в ходе которого город был без боя занят украинской армией.
Светлодарск оказался в зоне активных боевых действий в январе 2015 года. 24 января произошёл первый обстрел города, в результате которого пострадали как частные дома, так и квартира пятиэтажного дома. Два человека были госпитализированы. Ещё в нескольких домах и школах было повреждено остекление. 27 января 2015 года была обстреляна больница, после чего персонал лечебного учреждения эвакуировали в Бахмут (Артёмовск). Также украинские власти осуществили частичную эвакуацию населения. Ситуация в городе особенно обострилась, когда вооружённые формирования самопровозглашённых ЛНР и ДНР осуществили попытку закрытия «дебальцевского котла» в районе населённых пунктов Мироновский — Светлодарск — Новолуганское — Гольмовский.

#### Вторжение России на Украину
На момент до начала активных боевых действий в 2022 году Светлодарск, а также прилегающие к нему поселения, образовывали так называемую «Светлодарскую дугу», а сам город находится практически на линии соприкосновения. 23 мая 2022 года гарнизон ВСУ оставил город. 24 мая город был оккупирован ВС РФ и НМ ДНР.

## Население
Численность на начало года.
| Год  | Количество жителей |
| ---- | ------------------ |
| 1979 | 11337              |
| 1989 | 12162              |
| 1992 | 12700              |
| 1994 | 20000              |
| 1998 | 13400              |
| 2002 | 13184              |
| 2003 | 13090              |
| 2004 | 13020              |
| 2005 | 12931              |
| 2006 | 12764              |
| 2007 | 12582              |
| 2008 | 12406              |
| 2009 | 12373              |
| 2010 | 12287              |
| 2011 | 12273              |
| 2012 | 12172              |
| 2013 | 12164              |
| 2014 | 12127              |
| 2015 | 12042              |
| 2016 | 11898              |
| 2017 | 11776              |
| 2018 | 11631              |
| 2019 | 11537              |
| 2020 | 11421              |
| 2021 | 11281              |

## Экономика
Углегорская ТЭС была запущена в эксплуатацию с 1972 года (на момент строительства, крупнейшая в СССР: проектная мощность — 3600 МВт). Строительно-монтажное управление. Более половины населения города трудится на электростанции и связанных с ней предприятиях.

## Достопримечательности
- Дворец культуры (проспект Ленина)
- Данко — символ энергетиков
- Мемориал погибшим воинам Великой Отечественной войны — танк «ИС-3»
- Поляна сказок
- Музыкальная школа, Аллея композиторов

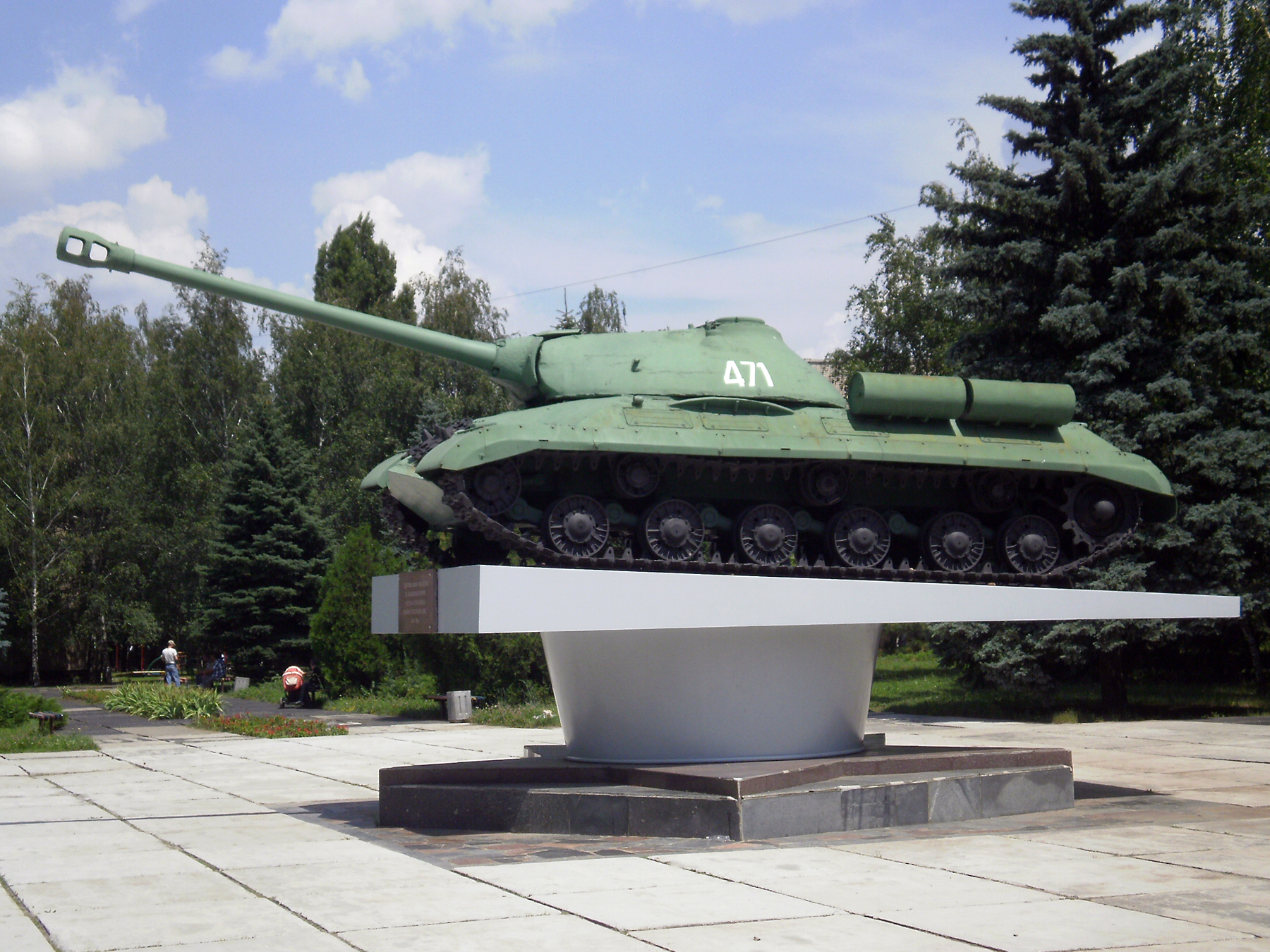
Мемориал погибшим воинам ВОВ (танк ИС-3)

- Царское Село

## Социальная сфера
В городе находятся:
- 4 детских сада;
- 2 школы (ОШ и Светлодарский УВК I—III ст. № 8);
- Штаб политической партии Арсена Ворошила
- музыкальная школа;
- Дворец Культуры; (Разрушен ВС РФ)
- Дворец Спорта;
- тренажёрный зал «Атлант»;
- ЦДЮТ — центр детского и юношеского творчества
- молодёжный центр «Импульс»
- молодёжный центр «VPN-zone»
- кафе «Пирамида»;
- кафе «Визит»;
- кафе «Нептун»; (разрушен ВС РФ)
- кафе «В двух шагах»;
- кафе «Маркет+».
- ресторан «Роза Ветров» (Разрушена ВС РФ)

## В кинематографе
В 2010 году в Светлодарске прошли съёмки двух художественных фильмов: «В субботу» режиссёра Александра Миндадзе и французско-украинского фильма «Земля забвения» / «La Terre Outragée» режиссёра Михаль Боганим.